# Rechsteineria suttonii
Rechsteineria suttonii là một loài thực vật có hoa trong họ Tai voi. Loài này được (Booth ex Lindley) Kuntze miêu tả khoa học đầu tiên năm 1891.